# Casola Valsenio
Casola Valsenio (Chêsla in romagnolo) è un comune italiano di 2 517 abitanti della provincia di Ravenna in Emilia-Romagna.
Fondato come borgo nel XIII secolo, sorge nella media valle del Senio, nell'Appennino faentino. Durante la Seconda guerra mondiale fu teatro di aspri combattimenti, in particolare presso la Rocca di Monte Battaglia.
Il territorio comunale include una parte del Parco regionale della Vena del Gesso Romagnola, patrimonio UNESCO componente del sito "Carsismo nelle evaporiti e grotte dell'Appennino settentrionale".

## Storia

### Dalla fondazione al XVIII secolo
L'alta valle del Senio risulta abitata sin da epoche molto antiche: sono stati rinvenuti resti archeologici che testimoniano la presenza di insediamenti etruschi, gallici e romani.
Nell'anno Mille, a tre km a nord dell'attuale centro abitato, viene fondata l'abbazia benedettina di Valsenio, dalla quale partì una vasta opera di bonifica agraria che ebbe come esito l'aumento dei terreni coltivati e l'introduzione della coltivazione del castagno. La prima memoria della località di Casola risale all'anno 1126, quando papa Onorio II concesse il Castrum Casulae alla Chiesa imolese. La fortificazione si trovava sulla collina soprastante l'attuale centro abitato.
Nel giugno 1216 i faentini distrussero i castra di Casola e Montefortino, costringendo gli abitanti a trasferirsi più a valle e a fondare un nuovo centro abitato. Originaria dell'alta valle del Senio è la famiglia Pagani, dalla quale discende quel Maghinardo (ante 1243-1302), citato da Dante Alighieri nella Divina Commedia come "il lioncel dal nido bianco, che muta parte da la state al verno". Maghinardo ebbe un ruolo importante nelle vicende politiche e militari della Romagna del XIII secolo.
Il censimento effettuato 1371 dal cardinal legato Anglico de Grimoard parla di Casola come di una villa (insediamento non fortificato), facente parte del contado di Imola e con 42 fuochi (circa 170-190 persone). Nel 1424 Filippo Maria Visconti conquistò Imola, e quindi anche Casola giurò fedeltà al Duca di Milano, per passare nuovamente ai Manfredi di Faenza (1439), quindi a Girolamo Riario e Caterina Sforza, signori di Imola e Forlì (1478) e, infine, a Cesare Borgia (1500-1503). Dopo una breve parentesi veneziana, nel 1506 Casola, con tutta la valsenio, fu annessa allo Stato della Chiesa. Nel 1524 furono ridefiniti i confini: il territorio comunale fu esteso a monte fino a comprendere Baffadi e Mercatale.

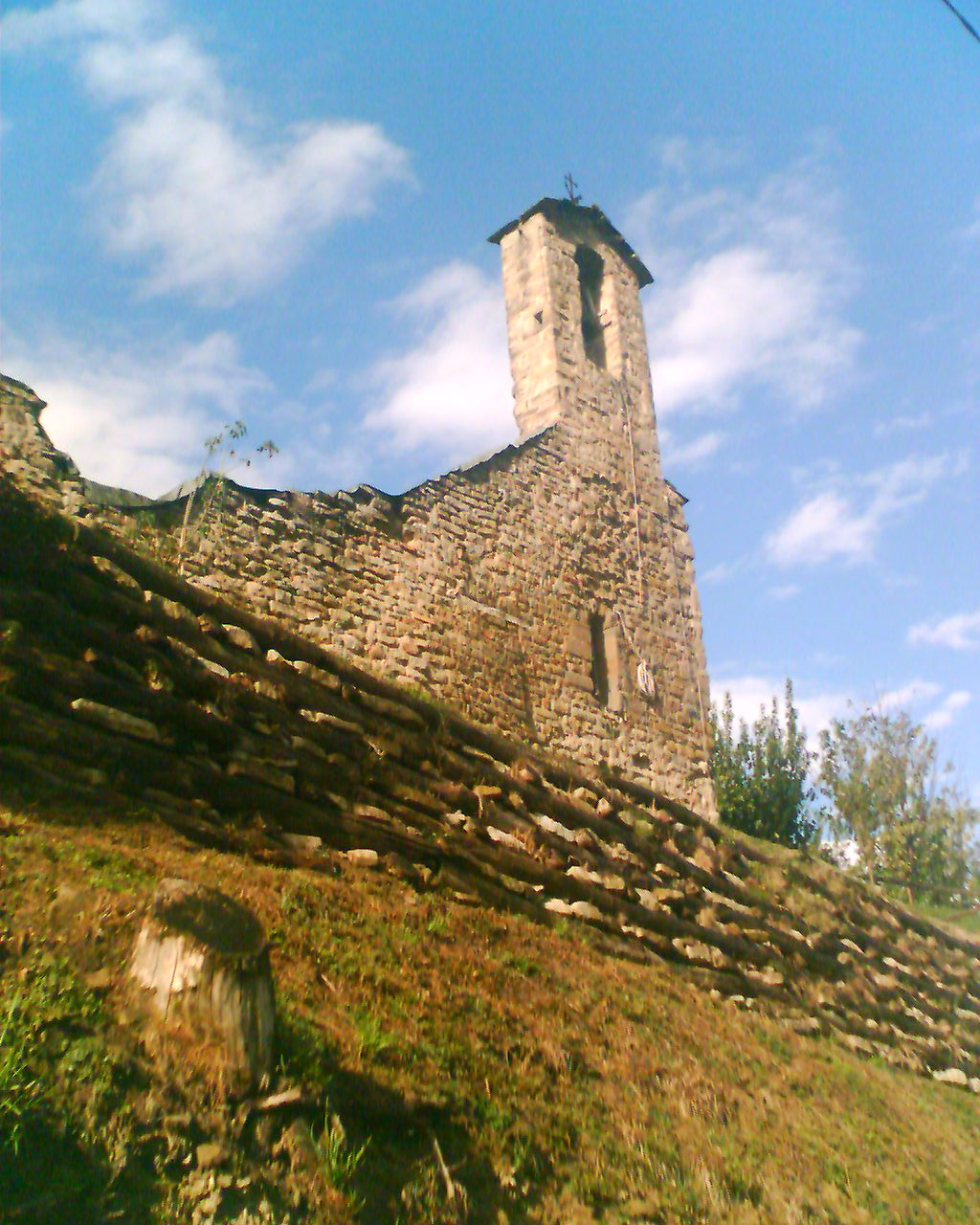
La Chiesa di Sopra, ultima testimonianza dell'antica chiesa del castello, distrutto nel 1216. Fu officiata almeno fino al 1830 con funzioni cimiteriali.

Nel XV secolo furono sottratte con la forza militare alla giurisdizione del comune «le parrocchie di Vedreto, Monte Mauro, Pozzo, S. Andrea, Stifonti, Gualfusa e Presiola». Esse furono accorpate al comune di Brisighella, situato nella valle del Lamone. Il confine tra i due comuni fu posto sul fiume Senio, a poche centinaia di metri dall'abitato. La cospicua riduzione delle dimensioni del territorio casolano ebbe anche un effetto economico negativo, poiché un comune con meno abitanti riscuote meno tasse e imposte. Tale situazione persistette per diversi secoli, fino alla prima metà dell'Ottocento.
Nello stesso secolo si affermò il ruolo del casato dei Ceroni (o Ceronesi, o Ceruni), tanto che si diffuse presso i paesi vicini il soprannome di "Ceroni" per gli abitanti di Casola. Nel 1523 accadde un episodio di cui si conserva tuttora il ricordo. Il 27 ottobre truppe imolesi comandate da Guido Vaini e dal capitano di ventura Ramazzotto Ramazzotti, attaccarono Casola, distruggendo 80 case. I Ceronesi si asserragliarono nella rocca della famiglia Ceroni che sovrastava il paese. Il giorno dopo (28 ottobre) i trecento difensori della Rocca, guidati da Raffaello Brunori Ceroni, attaccarono di sorpresa le truppe ghibelline imolesi che salivano ancora la montagna gettando sugli assalitori numerose botti piene di sassi. Vista la mala parata, gli imolesi si ritirarono, lasciando molti morti sul campo e sei bocche da fuoco di diverse dimensioni. L'evento è oggi ricordato come la «Battaglia delle botti». Nel 1563 si schierano contro i Ceroni il Granduca di Toscana, Cosimo de' Medici e il Papa Pio IV che, con oltre 5.000 uomini, distrussero beni e proprietà legate ai Ceronesi.
Nella seconda metà del XVII secolo il sito originario di Casola fu definitivamente abbandonato. La chiesa di Sopra fu progressivamente abbandonata; l'area rimase utilizzata dalle famiglie casolane come luogo di sepoltura dei propri cari. La titolarità della parrocchia fu trasferita alla chiesa di S. Maria Maddalena, esistente dal 1559. Poco tempo dopo, la nuova chiesa parrocchiale fu promossa ad arcipretale.

### XIX secolo

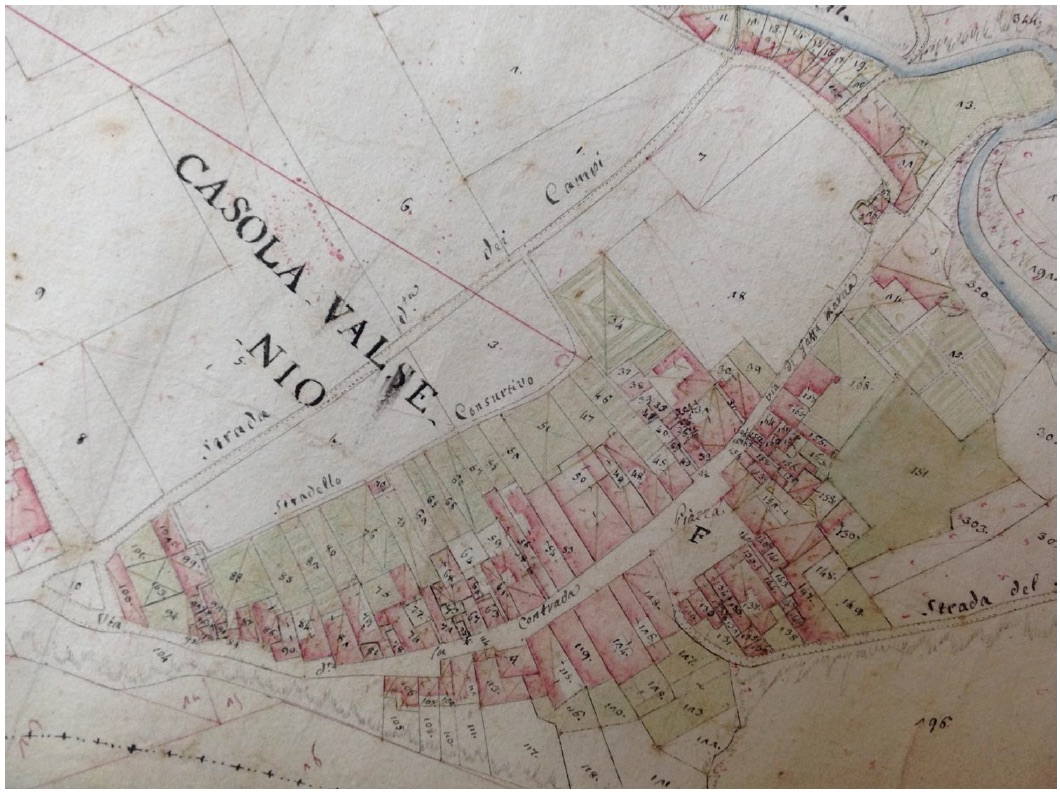
Mappa di Casola Valsenio nel 1811.

Nel 1792 fu realizzato il foro boario, nei pressi della strada principale. Al ritorno del dominio pontificio tutti i territori furono restituiti. Il 16 luglio 1816 Papa Pio VII, ben consigliato da monsignor Giovanni Soglia Ceroni, giurista e docente alla Sapienza nato a Casola (1779-1856), emise un decreto col quale i confini del territorio casolano si estesero a spese di quello di Brisighella, riportando dopo diversi secoli il confine tra i comuni sul torrente Sintria. Per impulso di monsignor Soglia Ceroni furono anche fondati due istituti, uno maschile e uno femminile, per l’educazione dei fanciulli. Il primo fu affidato ai Francescani, il secondo alle suore Dorotee.
Inoltre le funzioni giurisdizionali del comune di Casola furono potenziate. Casola divenne sede di Governatorato (uno dei tre del Distretto di Imola) con Pretura, caserma dei Carabinieri e carceri mandamentali. La sua giurisdizione si estese su tre comuni della vallata del Santerno: Castel del Rio, Fontana e Tossignano.

Nel 1829 iniziò la costruzione della nuova via di comunicazione con Fontanelice, la prima strada che dal territorio casolano passò nella valle del Santerno. Verso il 1830 Casola contava circa 1 300 abitanti, dei quali circa la metà abitanti in paese.
Nel 1855 Casola fu colpita dalla grave epidemia di colera che infestò buona parte della penisola. Il morbo colpì 218 persone, causando la morte di 131 di essi, fra cui intere famiglie. Con l'unità d'Italia, Casola fu ridotta a semplice Comune e molte parrocchie ottenute nel 1816 furono restituite a Brisighella. 
Nel 1871 Casola contava 4 182 abitanti, che divennero 4.525 dieci anni dopo.

### XX secolo

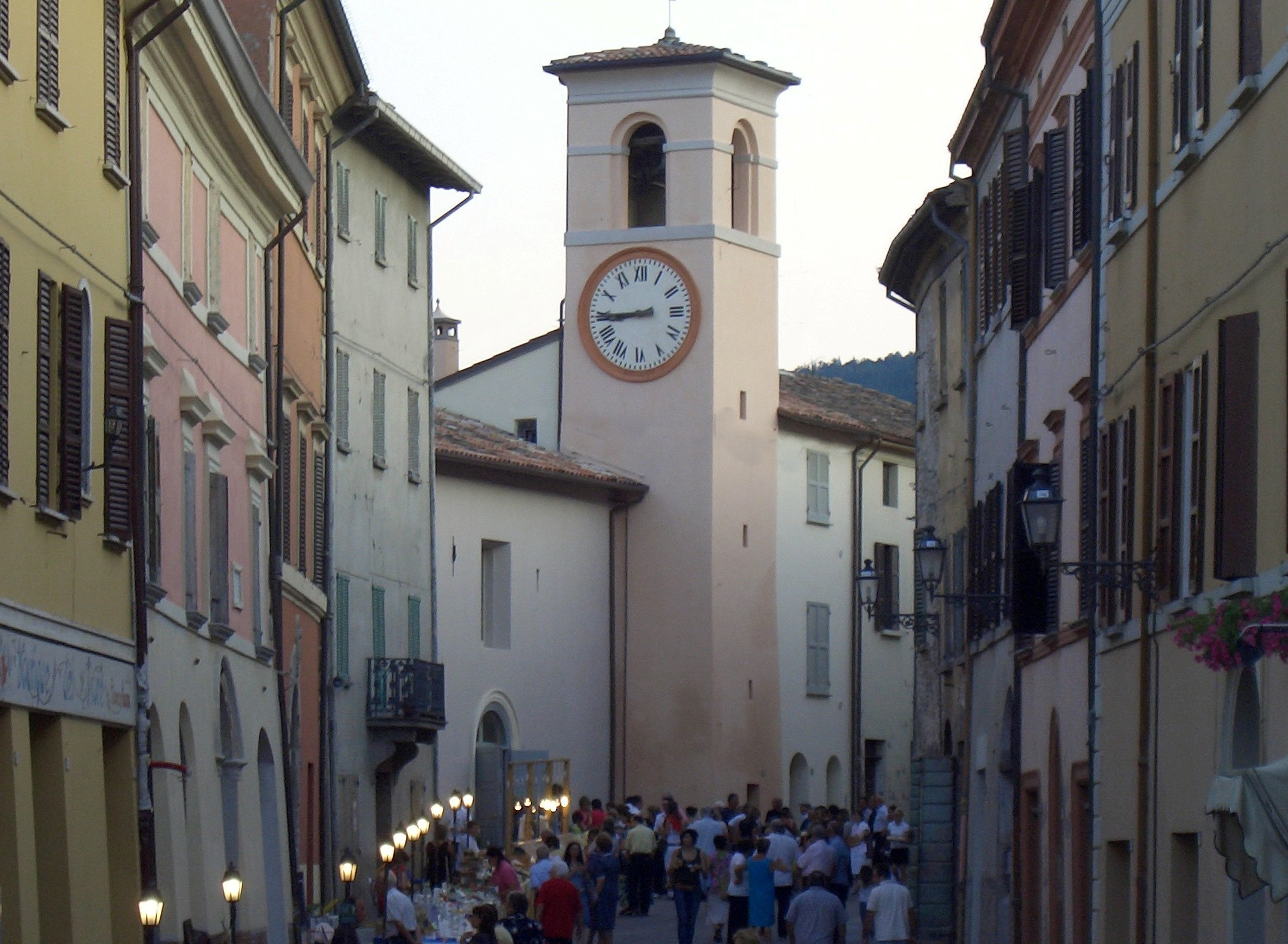
Via G. Matteotti e la Torre dell'Orologio

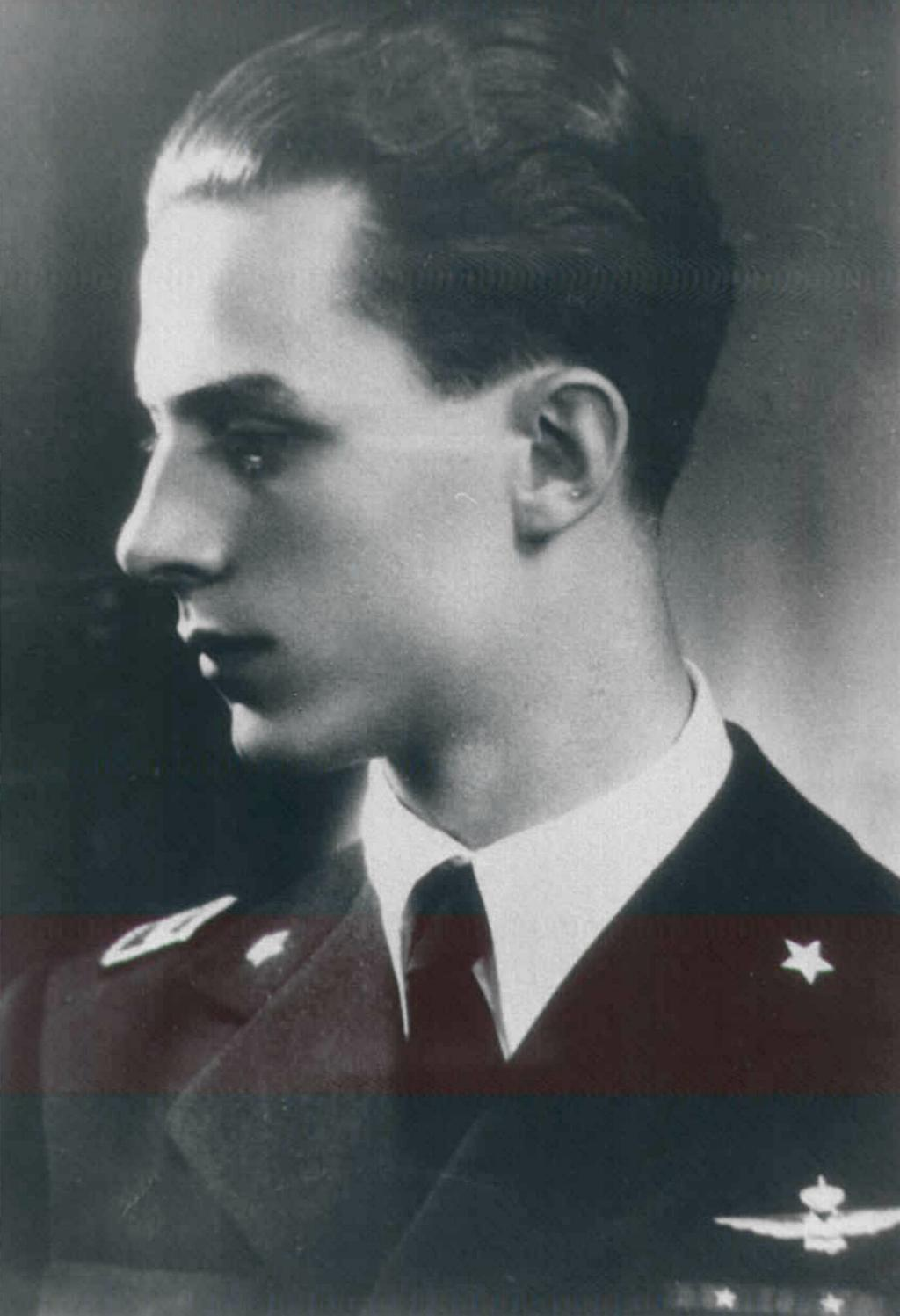
L'asso Giuseppe Cenni (MOVM), il più decorato pilota italiano della seconda guerra mondiale, nacque a Casola Valsenio.

Nel 1904, il 29 marzo, fu fondata la prima Cassa rurale del paese, tuttora esistente. Nel 1901 la popolazione del comune ammontava a 5 128 abitanti, di cui 975 residenti nel capoluogo e 4.153 nelle campagne. Nei dieci anni successivi si ebbe un leggero incremento fino a 5.271. Maggiore fu la crescita fra le due guerre, con 5.749 residenti nel 1921 e 5.831 nel 1931, di cui circa 1.300 nel capoluogo.
Anche Casola subì le violenze dei fascisti, che nel gennaio 1922 assassinarono, nella piazza che oggi porta il suo nome, il dirigente socialista Luigi Sasdelli.
Nel 1915 Casola diede i natali a Giuseppe Cenni (Medaglia d'oro al valor militare), asso e vera leggenda dell'aviazione.
La Seconda guerra mondiale si abbatté su Casola e la valle del Senio nell'ottobre 1944. Nella zona erano già operanti le formazioni partigiane organizzate nella 36ª Brigata Garibaldi "Alessandro Bianconcini". Casola divenne teatro di violenti e sanguinosi scontri tra gli Alleati, impegnati nello sfondamento della Linea Gotica, e l'esercito tedesco. L'abitato non fu risparmiato: prima di ritirarsi a Borgo Rivola più a valle, il 28 novembre i tedeschi fecero esplodere il municipio e le scuole; anche tutti i ponti più importanti furono distrutti dai tedeschi. Il giorno dopo Casola fu liberata dalle truppe indiane Sikh dell'8ª Divisione britannica, ma per mesi rimase totalmente isolata. I caduti riposano nel Campo della Memoria di Zattaglia (ex Sacrario). Per i sacrifici delle sue popolazioni e per la sua attività nella lotta partigiana, Casola Valsenio fu insignita della Croce di Guerra al Valor Militare.
Nel dopoguerra iniziò una faticosa opera di ricostruzione, segnata da profondi cambiamenti sociali ed economici resi più drammatici dal fenomeno, comune a gran parte degli Appennini settentrionali, dello spopolamento delle aree rurali. Nel secondo dopoguerra i residenti si sono dimezzati, a causa dell'emigrazione dalle zone collinari, scendendo in vent'anni da 5.757 (1951) a 3.389 (1971). Negli anni 1970 e 1980 si sono gettate le basi per un nuovo sviluppo fondato sull'integrazione tra agricoltura specializzata e di qualità, turismo e valorizzazione delle emergenze naturali e ambientali del territorio. È stata realizzata una zona artigianale in località Valsenio, a valle dell'abitato. Il decremento della popolazione è rallentato ma non è cessato del tutto, in quanto nel 1981 sono stati censiti 3.051 residenti, 2.930 nel 1991 e 2.842 nel 2001.
Il giorno 25 febbraio 2015 - dopo giorni di piogge intense e incessanti - alle ore 8:00 del mattino metà del campo da calcio, dove disputa le proprie partite la squadra locale, è rovinosamente franata a valle. Per fortuna in quel momento non si stavano svolgendo né partite né allenamenti. L'accaduto ha destato enorme impressione in paese e in tutta la Regione.
Il mese di maggio 2023 (2 e 3 maggio, 16-17 maggio) ha segnato profondamente l'Appennino romagnolo e il territorio di Casola Valsenio. L'alluvione ha provocato nel territorio comunale oltre 1.300 frane, delle quali 300 hanno devastato gli oltre 94 km di strade comunali, compromettendo l'accesso alle aree agricole del territorio. Subito si sono attivati i soccorsi. Fino al 28 luglio i soccorritori e decine di volontari sono rimasti operativi nel territorio; grazie a loro si è riusciti a rendere percorribili le strade, sia quelle comunali, sia quelle interpoderali ad uso pubblico e privato. Hanno così potuto riprendere il lavoro le aziende agricole e le attività di raccolta dei prodotti: frutta, foraggio, trebbiatura cereali, ecc. Fondamentale è stato anche il rifornimento delle attività di allevamento. Il costo del ripristino e della messa in sicurezza della viabilità e delle infrastrutture pubbliche è stato stimato in oltre 124 milioni di euro, che si spera di poter ricevere dallo Stato in tempi brevi, per non compromettere l'assetto socio-economico delle aree e delle attività agricole. Gli interventi di somma urgenza in maggio e giugno hanno avuto un costo di oltre 2,5 milioni di euro; si sono spesi 1,8 milioni per i primi interventi di messa in sicurezza della viabilità rurale comunale.

### Onorificenze
Il comune di Casola Valsenio è tra le città decorate al valor militare per la guerra di liberazione, è stato insignito della Croce di guerra al valor militare per i sacrifici delle sue popolazioni e per la sua attività nella lotta partigiana durante la seconda guerra mondiale:
Con questa motivazione e in esecuzione del decreto del Presidente della Repubblica, domenica 3 novembre 1985, nell’ambito della Festa dell’Unità Nazionale e della Giornata delle Forze Armate, in piazza del Popolo a Ravenna è stata consegnata al Comune di Casola Valsenio la Croce al valore militare per il contributo dato alla lotta partigiana.

## Monumenti e luoghi d'interesse

### Emergenze naturali e ambientali
- Il territorio comunale, a nord, è attraversato dalla Vena del Gesso Romagnola, una spettacolare e imponente dorsale rocciosa che taglia trasversalmente le vallate che dall'Appennino scendono verso la pianura. Su questa area, che si estende tra le province di Ravenna e Bologna, la Regione Emilia-Romagna - con legge 21/2/2005 n.10 - ha istituito il Parco regionale della Vena del Gesso Romagnola su una superficie complessiva di ha 2.042.
- Immediatamente fuori dal paese, lungo la strada provinciale che collega Casola Valsenio a Fontanelice, si può visitare il Giardino delle Erbe "Augusto Rinaldi Ceroni". Il Giardino delle erbe – di proprietà della Regione Emilia-Romagna – è stato inaugurato nel 1975 ed è intitolato al suo fondatore Augusto Rinaldi Ceroni. Si sviluppa su una superficie di 4 ettari, con una struttura a gradoni, dove sono coltivate circa 450 diverse specie ed essenze officinali. Il Giardino, che fa parte del circuito Museale della provincia di Ravenna, svolge un’importante funzione di conoscenza, valorizzazione e divulgazione della coltivazione e dell’uso delle piante officinali.

### Patrimonio storico-architettonico
- Vi si trova la villa Il Cardello, antica foresteria dell'Abbazia di Valsenio (risalente al XII secolo) nonché residenza del famoso poeta e scrittore Alfredo Oriani, dove morì il 18 ottobre 1909. Oggi, l'abitazione - monumento nazionale - è adibita a casa-museo dello scrittore; l'edificio è proprietà della Fondazione Casa di Oriani[16].
- La Rocca medievale di Monte Battaglia risalente al XII secolo, è posta sulla sommità dell'omonimo monte, a 715 m s.l.m., nello spartiacque tra le vallate del Senio e del Santerno. Nella sua lunga storia è stata teatro di aspre contese e battaglie, da quella tra Goti e Bizantini nel VI secolo, fino ai drammatici e sanguinosi combattimenti del 1944 (dal 24 settembre all'11 ottobre), durante la seconda Guerra Mondiale. Luogo di memoria degli eventi bellici e della Guerra di Liberazione nazionale, la Rocca di Monte Battaglia è stata sottoposta a un'intensa opera di ripristino e restauro negli anni '80 del XX sec.
- La Torre Civica, detta dell'Orologio, era in origine il campanile dell'antica chiesa di Santa Lucia, costruita tra il XIV e il XV secolo e appartenuta ai Domenicani. In seguito, l'ordine si spostò nella nuova chiesa arcipretale terminata nel 1559 (vedi infra). L'orologio venne collocato sul campanile nel 1560[17].

### Abbazie e chiese del territorio casolano

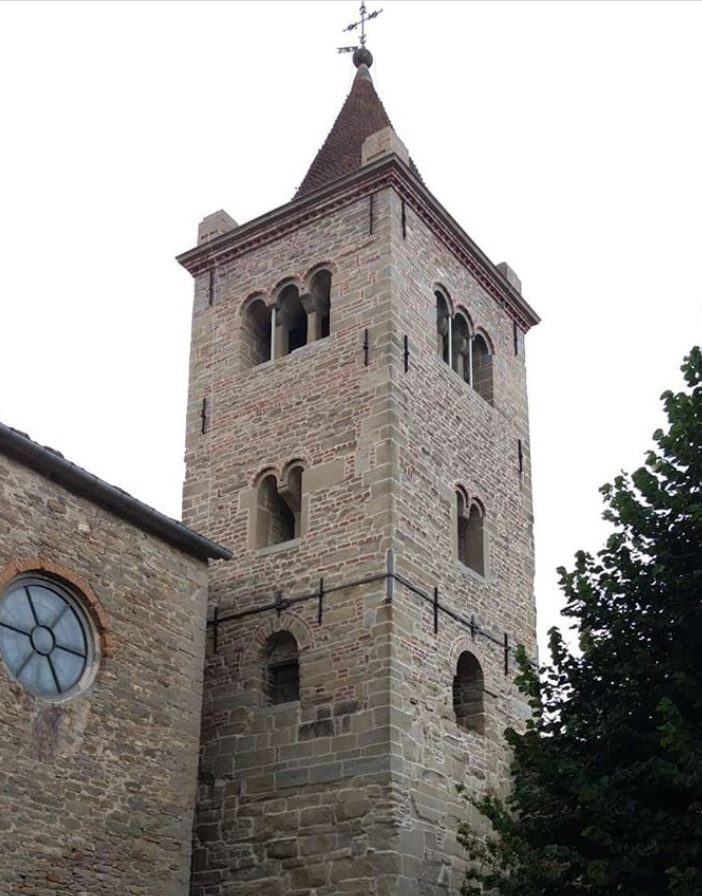
Il campanile della Pieve di Sant'Apollinare

- Abbazia di San Giovanni Battista in Valsenio. Fondata intorno all'anno Mille dai benedettini, fu in origine un monastero. La comunità monastica svolse un ruolo fondamentale per la storia religiosa ed economica della zona, poiché i benedettini si dedicarono alla bonifica dei terreni circostanti, favorendo l'introduzione di nuove colture, tra cui quella dell'ulivo. La presenza dei benedettini durò fino al XV secolo. Il complesso monastico, l'edificio più antico dell'alta valle del Senio, conserva l'aspetto tipico delle chiese romaniche maggiori: struttura a tre navate con abside semicircolare[18]. La chiesa è stata interessata da una campagna di scavo, avvenuta nel 2009, volta a recuperarne l'aspetto originario. Sono state riscoperte le vestigia della primitiva costruzione, databile tra tardo antico ed alto Medioevo: è stato rinvenuto il pavimento; inoltre sono state scoperte le fondazioni di due grandi colonne pilastrate, attribuibili anch'esse a una fase antica. Ciò ha fatto pensare all'esistenza di un ambiente sotterraneo, ancora più antico della chiesa fondata dai benedettini, di cui era ignota l'esistenza. Si è resa così necessaria una seconda campagna di scavi, avvenuta nel 2011.[19] Grazie al lavoro archeologico è stata riportata alla luce l'originaria cripta, risalente al VII secolo, ritrovata al di sotto dell'abside attuale. La pavimentazione si è presentata in lastre di pietra calcarea. È stata in parte rinvenuta anche la scala originale dalla quale si scendeva nella cripta. Inoltre sono stati ritrovati: l'antico frantoio dei monaci benedettini, in marmo rosso di Verona e una lastra marmorea d'epoca bizantina raffigurante una croce intrecciata sulla quale sono posati due uccellini.[20]
- La chiesa arcipretale di Casola è dedicata all'Assunzione di Maria Vergine (titolo ereditato nel 1657 dalla «Chiesa di sopra»). Sorge lungo il ciglio che segue la riva sinistra del fiume Senio. Fu costruita nel XVI secolo grazie ai frati Domenicani insediatisi nel 1522; all'interno conserva pregevoli stucchi[17]. In paese, altre due chiese: la chiesa del Convento francescano e la chiesa del Convento delle Suore Dorotee, costruite a inizio 1800 per merito del Cardinale casolano, Giovanni Soglia Ceroni.
- Altri luoghi di culto di particolare interesse storico-architettonico sono le pievi di Settefonti (restaurata nel primo decennio del XXI secolo) e di Sant'Apollinare in Castelpagano, con annesso il campanile romanico (situata al confine con il Comune di Palazzuolo sul Senio, 8 km a sud di Casola); infine le chiese: di Mongardino, a nord di Casola accanto alla parrocchia di Valsenio; di Rivacciòla e Baffadi a sud di Casola nel fondo valle del Senio; di Budrio e di Trerio nella valle montana del Rio Cestina; di Sommorio, nella parte alta della strada che sale da Sant'Apollinare; di Santandrea e di Valdifusa nella valle del Rio Sintria; di San Rufillo e di Prugno nelle colline del versante sinistra Senio verso il crinale Senio-Santerno; di Pozzo e di Zattaglia nel versante sinistro del rio Sintria.

## Società

### Evoluzione demografica
Abitanti censiti

### Etnie e minoranze straniere
Secondo i dati ISTAT al 31 dicembre 2013 la popolazione straniera residente era di 211 persone (7,9% della popolazione residente). Le nazionalità maggiormente rappresentate, in base alla loro percentuale sul totale della popolazione residente, erano:
- Albania 74
- Romania 67
- Marocco 24

### Religione
Nel comune di Casola Valsenio sono presenti nove parrocchie facenti parte della diocesi di Imola: Casola Valsenio (principale), S. Apollinare in Castel Pagano, Baffadi, Budrio-Petroso, Prugno, Renzuno-Bianco, Rivacciòla, S. Ruffillo e Valsenio, fra i cui parroci si ricorda il priore don Lorenzo Costa, che fu anche scrittore, nonché confessore di Alfredo Oriani.
Il santuario della Rivacciola è uno dei principali luoghi di devozione mariana della valle del Senio. L'immagine, un bianchetto in terracotta, era collocata originariamente in una celletta presso il fiume. Dal 1748, secondo la tradizione, le grazie concesse dall'immagine divennero numerose. Sul luogo è stato edificato il santuario. È invocata per le guarigioni da infermità. La sua ricorrenza cade la terza domenica di settembre.
Nel 1963 fu fondato il gruppo Scout di Casola Valsenio.

## Cultura

### Istituzioni
La biblioteca comunale, che ha un patrimonio di 14 000 volumi, conserva due lasciti di personalità che hanno dato lustro a Casola Valsenio: il fondo "Giuseppe Pittano" (ovvero la biblioteca personale del grande studioso di linguistica) ed il fondo "Augusto Rinaldi Ceroni" (oltre 200 volumi di storia locale).

### Mezzi d'informazione
- Dal 1988 al 1990 Casola ha ospitato la sede dell'emittente locale Antenna 306.
- A partire dagli anni '60 sono stati pubblicati diversi periodici, a diffusione esclusivamente locale, con lo scopo di promuovere il confronto e il dibattito politico-culturale: si segnalano in particolare "Il Compagno" (1973-1976), "Il Senio" (1982-1991), "AltaValle" (1999-2002).
- Il mensile casolano Lo Specchio, è stato pubblicato ininterrottamente dal 1967 al 1995. Nel 1997 ha ripreso le pubblicazioni con la nuova testata Lo Spekkietto[22]

### Eventi e ricorrenze

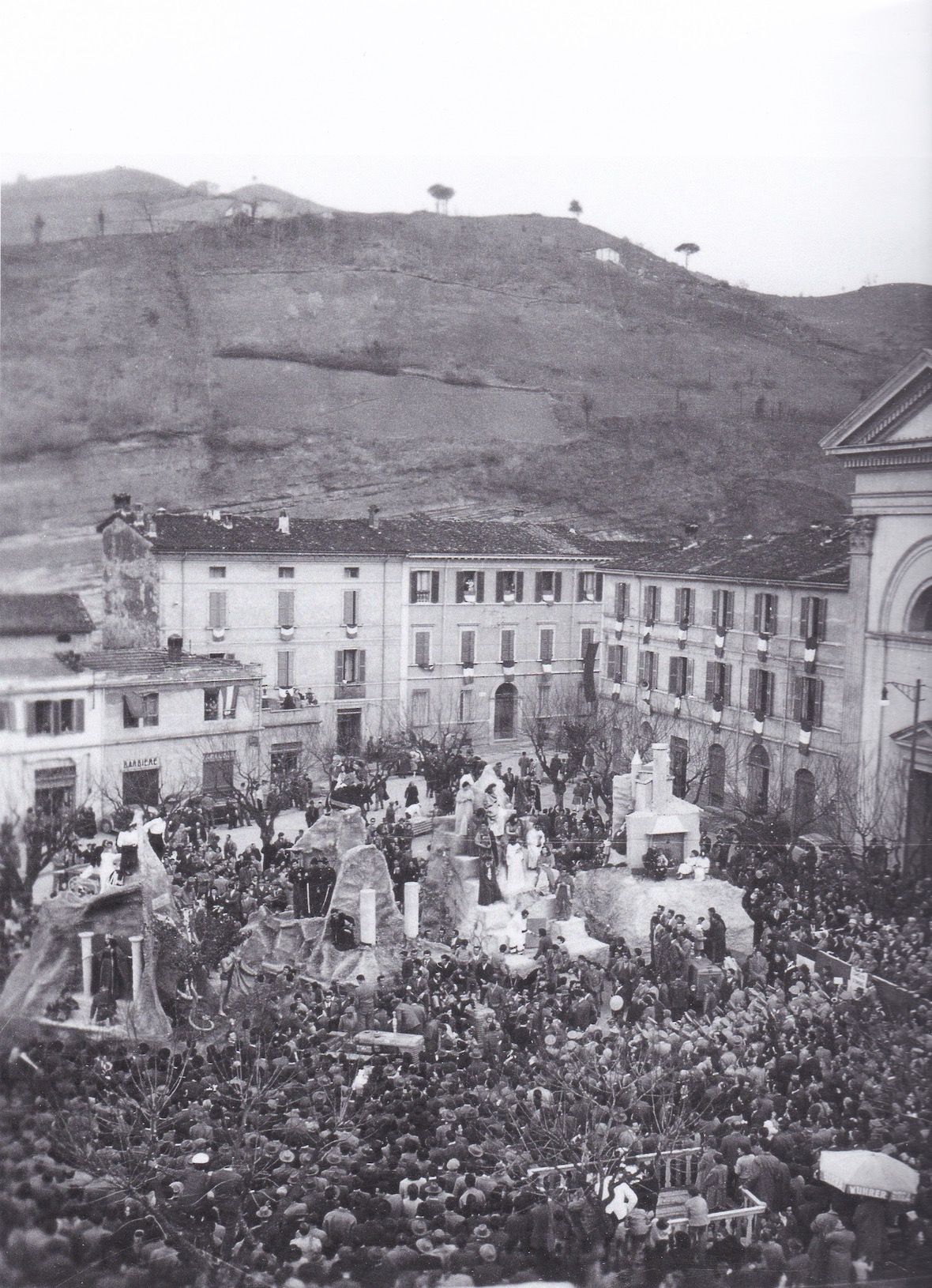
La Festa di Mezza Quaresima del 31 marzo 1957.

- «Festa dei frutti dimenticati»[23][24]. Dal 1990, nel terzo fine settimana di ottobre e da alcuni anni anche nel secondo fine settimana, Casola Valsenio ospita questo straordinario e unico evento. Gli agricoltori casolani, nelle bancarelle allestite nelle piazze e nelle vie del centro, espongono, accanto ai pregiati marroni prodotti nei castagneti dell'Alta Valle del Senio, i frutti autunnali prodotti dalle vecchie piante da frutto che un tempo crescevano vicino alle case coloniche del territorio. Si tratta di sorbe, prugnoli, mele della rosa, corniole, melegrane, corbezzoli, giuggiole, pere volpine, cotogni e nespole. Ottenute dagli stessi frutti, vengono prodotte ed esposte al pubblico confetture e marmellate. Durante la Festa, inoltre, si svolge un concorso per premiare la migliore marmellata e il miglior liquore, sempre a base di frutti dimenticati. Oltre ai frutti è possibile acquistare anche le piante che li producono, per l'abbellimento di parchi e giardini privati. Nelle giornate della Festa al Giardino delle Erbe Augusto Rinaldi Ceroni è possibile visitare l'Arboreto dei frutti dimenticati;
- «Festa del tartufo di primavera»: si svolge nella prima domenica di marzo; dal 2011 la Festa è dedicata al tartufo primaverile. Scopo della rassegna è promuovere e valorizzare il tartufo primaverile, la cosiddetta marzóla: è di un colore scuro, meno conosciuto e meno costoso di quello bianco, ma non per questo meno pregiato e meno interessante. La marzóla è parte integrante della tradizione gastronomica dell’Appennino tosco-romagnolo;
- Speleologia: a partire dal 1993 si sono tenuti a Casola diversi «Incontri nazionali (ed internazionali) di speleologia»: «Nebbia» nel 1993, «Le Speleologie» nel 1995, «Speleopolis» nel 1997, «Millennium» nel 1999, «Scarburo!» nel 2006, (che ha registrato la presenza di 2850 partecipanti); «Geografi del Vuoto» nel 2010, dove si è raggiunta la quota di 3856 partecipanti. In occasione di questo evento, la Società Speleologica Italiana ha riconosciuto Casola Valsenio, come "Speleopolis - Città Amica degli Speleologi", titolo che è stato affisso nelle entrate principali del paese. Nell'ottobre 2013 si è svolta «Underground», che ha registrato 3.539 partecipanti. Illustre ospite è stato lo speleologo Jean-Marie Chauvet, famoso scopritore della Grotta Chauvet. Nel novembre 2018 si è svolta "Nuvole", che ha registrato 3640 partecipanti[25];
- «Festa di Primavera» (già «Festa di Mezza Quaresima»): per tradizione, a metà della Quaresima, tempo dedicato al pentimento e alla mestizia, si celebra in molte località della Romagna una festa. Casola Valsenio non fa eccezione. Qui nacque, nel 1891, l'idea di celebrare la festa di mezza Quaresima con dei carri allegorici di argomento "serio" (miti greci, eroi del passato, temi del Risorgimento, ecc.). Da allora la tradizione è giunta fino ad oggi[26]. Il 3 aprile 1935 una troupe dell'Istituto Luce realizzò un servizio sulla manifestazione. I carri, per tradizione, sono preparati dagli abitanti del paese, che si riuniscono in "società" per il tempo necessario alla loro realizzazione. Dal 1967 la manifestazione si tiene dopo la Quaresima, nel mese di aprile[27]. Dal 2007 si tiene anche una sfilata notturna. Nel 2022 la Festa di Primavera è entrata a far parte di «Carnevalia», l'associazione che riunisce i principali carnevali d'Italia.
- «Antica Fiera di Valsenio»: si tiene dal 1889 presso l'omonima abbazia romanica, nella prima domenica di maggio.

## Infrastrutture e trasporti

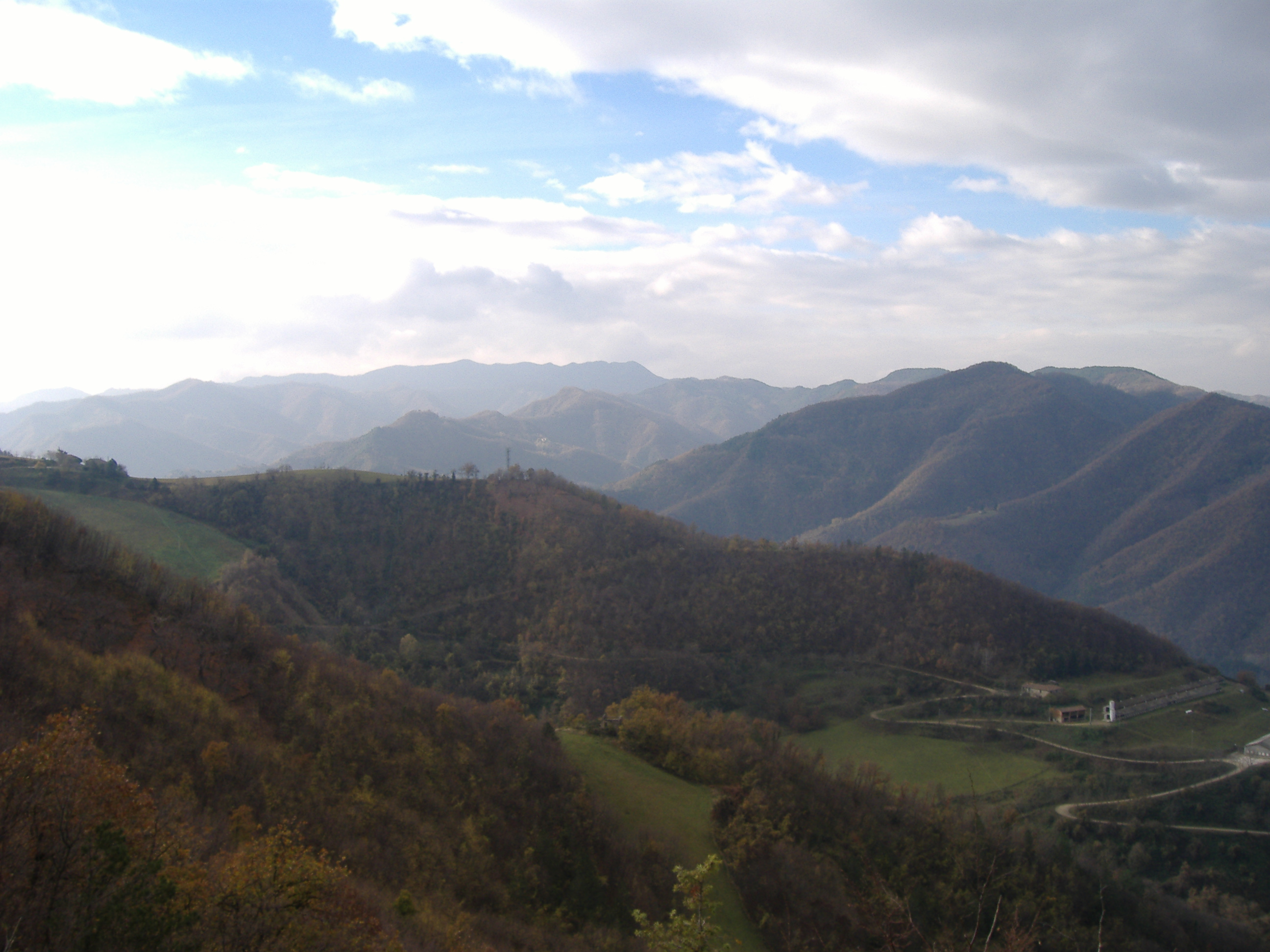
L'Appennino casolano nell'alta valle del Senio

Il comune è attraversato dalla Strada provinciale 306R "Casolana Riolese", principale via di comunicazione da una parte, verso la pianura (e la Via Emilia) e, dall'altra, verso la Toscana.
Casola Valsenio non è attraversata dalla linea ferroviaria. I trasporti su rotaia verso la Toscana viaggiano lungo la linea transappenninica Faentina.

## Amministrazione

### Sindaci dal 1946
| Periodo          | Periodo          | Primo cittadino      | Partito                                      | Carica  | Note                                                                                     |
| ---------------- | ---------------- | -------------------- | -------------------------------------------- | ------- | ---------------------------------------------------------------------------------------- |
| 31 marzo 1946    | 27 maggio 1951   | Filippo Pirazzoli    | PCI (Lista PCI-PSI-Indipendenti)             | Sindaco |                                                                                          |
| 27 maggio 1951   | 27 dicembre 1958 | Domenico Fiorentini  | PCI (Lista PCI-PSI-Ind.)                     | Sindaco | Rieletto nel 1956, resta in carica fino al 1958                                          |
| 27 dicembre 1958 | 1976             | Amleto Rossini       | PCI (Lista PCI-PSI-Ind., poi PCI-PSIUP-Ind.) | Sindaco | Rieletto nel 1960, 1964, 1970, 1975. Mantiene l'incarico fino al 1976                    |
| 1976             | 4 giugno 1990    | Gianpaolo Sbarzaglia | PCI (Lista PCI-PSI-Ind., poi PCI-Ind.)       | Sindaco | Dopo l'elezione nel 1976, è rieletto Sindaco nelle elezioni del 1980 e del 4 giugno 1985 |
| 4 giugno 1990    | 23 aprile 1995   | Franco Tronconi      | PSI (Pentapartito)                           | Sindaco |                                                                                          |
| 24 aprile 1995   | 13 giugno 1999   | Marino Fiorentini    | PRC (Lista di centrosinistra)                | Sindaco | È il primo Sindaco eletto direttamente dai cittadini                                     |
| 14 giugno 1999   | 7 giugno 2009    | Giorgio Sagrini      | DS, poi PD (Lista di centrosinistra)         | Sindaco | Confermato il 15 giugno 2004.                                                            |
| 8 giugno 2009    | 26 maggio 2019   | Nicola Iseppi        | PD (Lista di centrosinistra)                 | Sindaco | Confermato il 26 maggio 2014                                                             |
| 27 maggio 2019   | 10 giugno 2024   | Giorgio Sagrini      | PD (Lista di centrosinistra)                 | Sindaco |                                                                                          |
| 10 giugno 2024   | in carica        | Maurizio Nati        | PD (Lista di centrosinistra)                 | Sindaco |                                                                                          |

### Unioni di comuni
Il comune di Casola Valsenio ha fatto parte fino al 2009 della Comunità montana Appennino Faentino.
Dal 2009 al 2011 ha fatto parte dell'Unione dei comuni di Brisighella, Casola Valsenio e Riolo Terme e dal 1º gennaio 2012 è parte dell'Unione della Romagna Faentina.

### Gemellaggi
- Bartholomä, dal 2002
- Communauté de Communes Elan, dal 2001[28]
- San Miniato, dal 2022 (patto di amicizia)
- Albinea, dal 2023 (patto di amicizia)

## Sport
Società sportive
La società di calcio «A.C. Casola Valsenio» ha disputato in passato campionati dilettantistici regionali. La sua attività viene continuata oggi dall'Associazione Sportiva Dilettantistica Nuova Casola, che si occupa principalmente del settore giovanile.
Impianti sportivi
- Campo da calcio: il 25 febbraio 2015, dopo giorni di piogge intense e incessanti, metà del campo da calcio dove disputa le proprie partite la squadra locale è rovinosamente franata a valle. La costruzione di un nuovo impianto è iniziata nel febbraio 2022 nell'area denominata "Furìna";
- Piscina comunale;
- Palestra comunale;
- Campo da tennis;
- Campo di calcio a 5.

## Galleria d'immagini

Panorama di Casola Valsenio nell'anno 1900.
Panorama di Casola Valsenio nell'anno 1950.
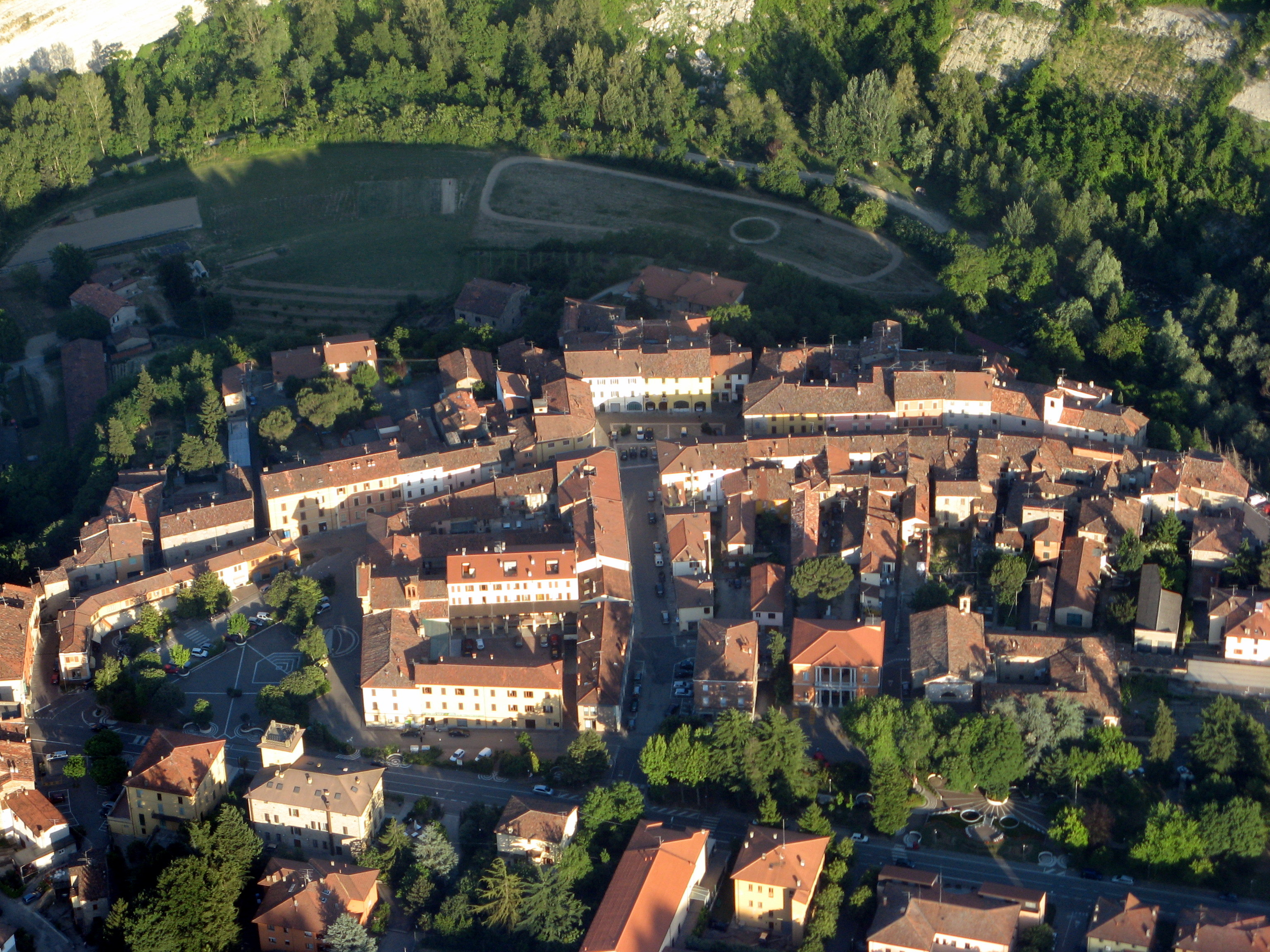
Veduta aerea del centro storico.
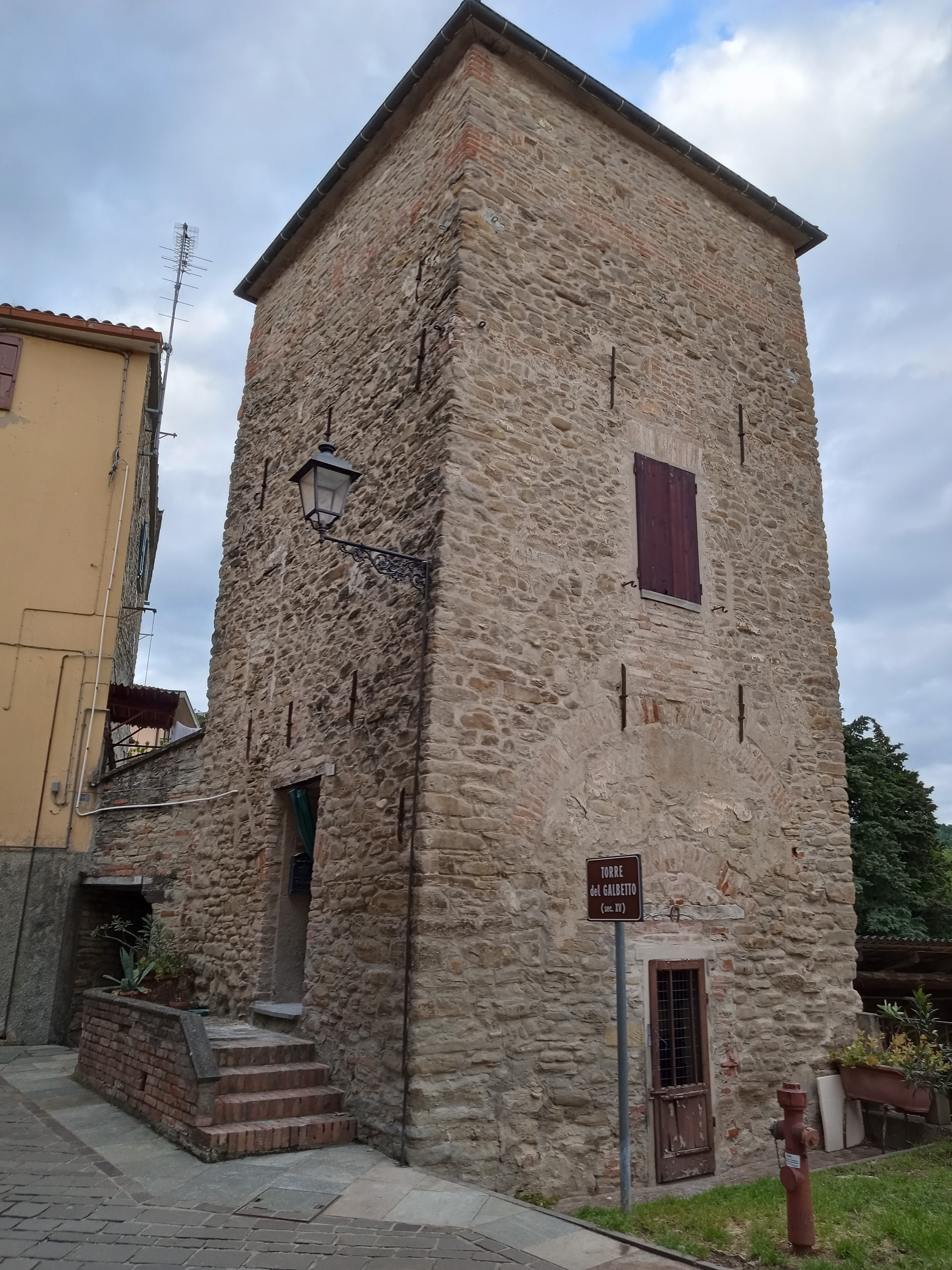
Torre Galbetto, torre residenziale del XV-XVI secolo.
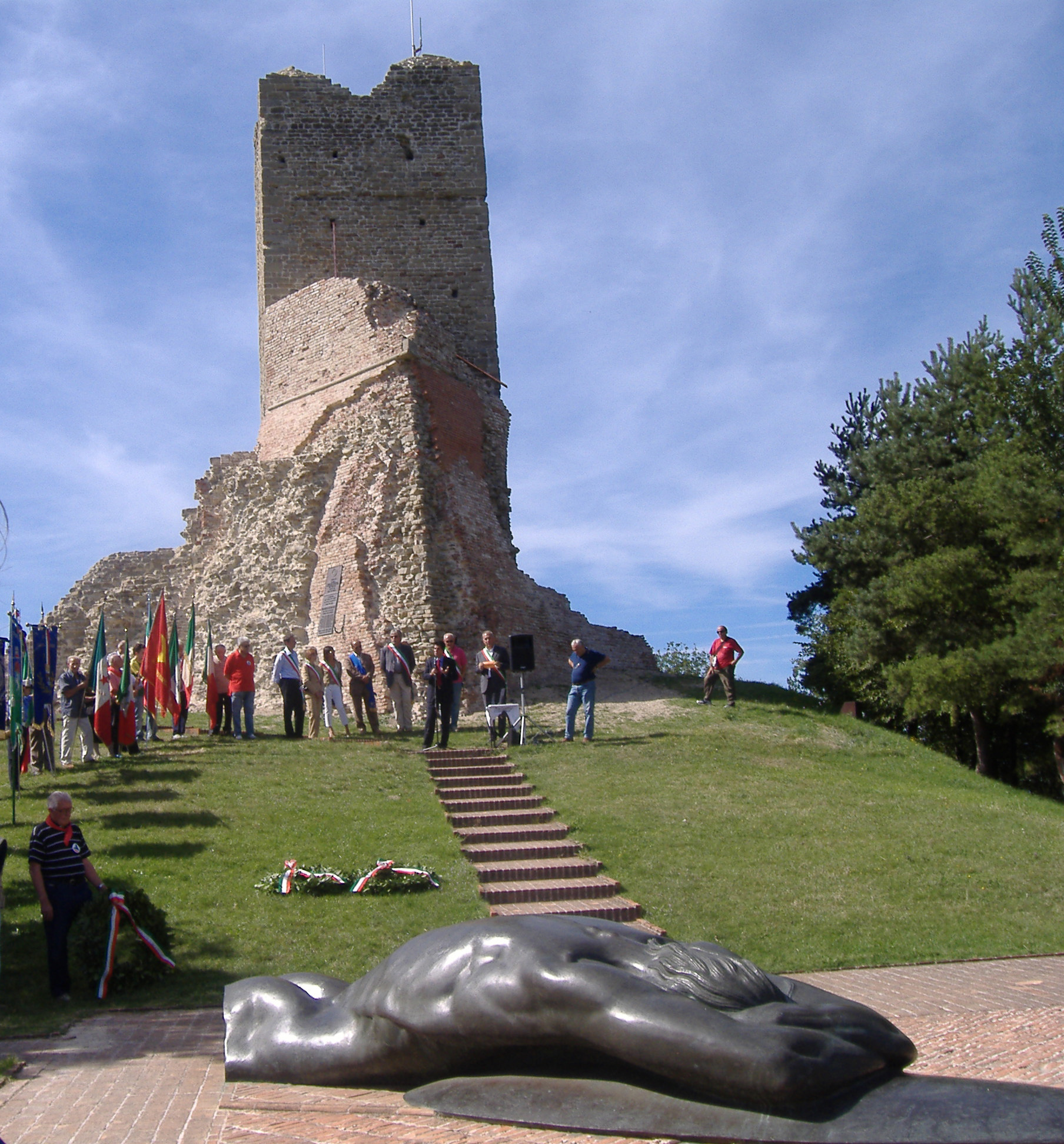
La Rocca di Monte Battaglia e, in primo piano, il monumento alla pace tra i popoli.
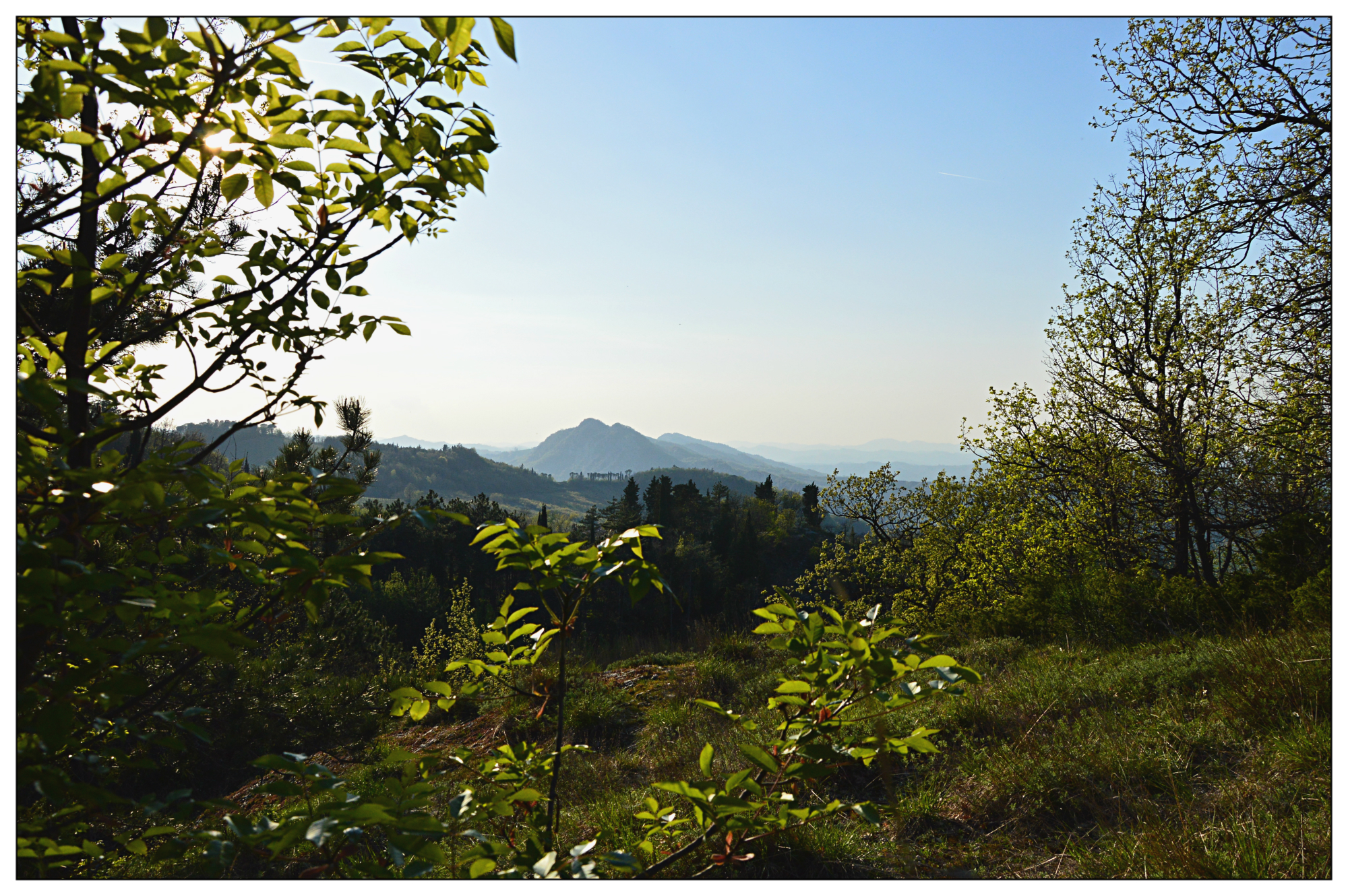
Il monte Mauro nella Vena del Gesso Romagnola.
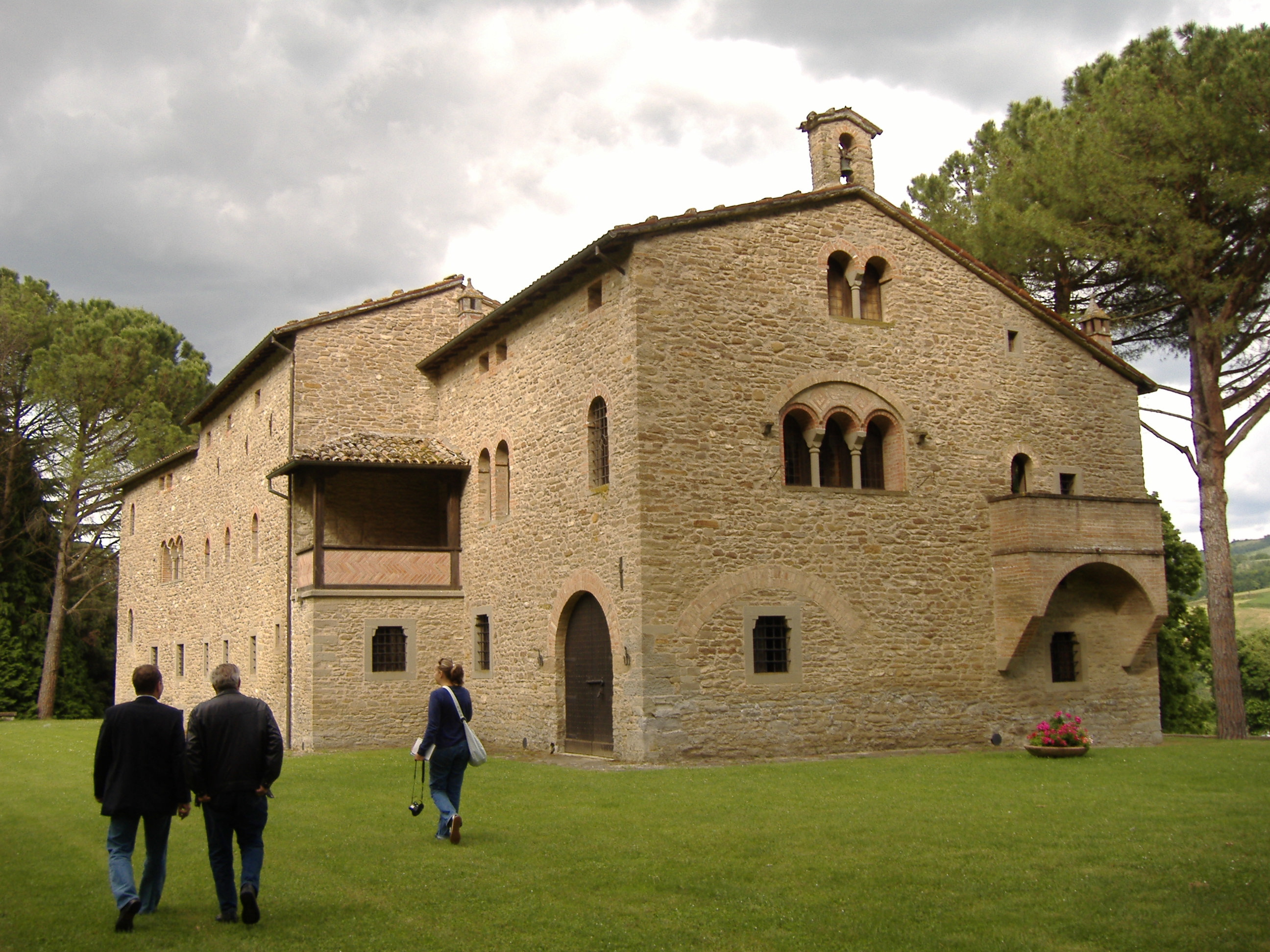
La villa del Cardello, residenza di Alfredo Oriani.
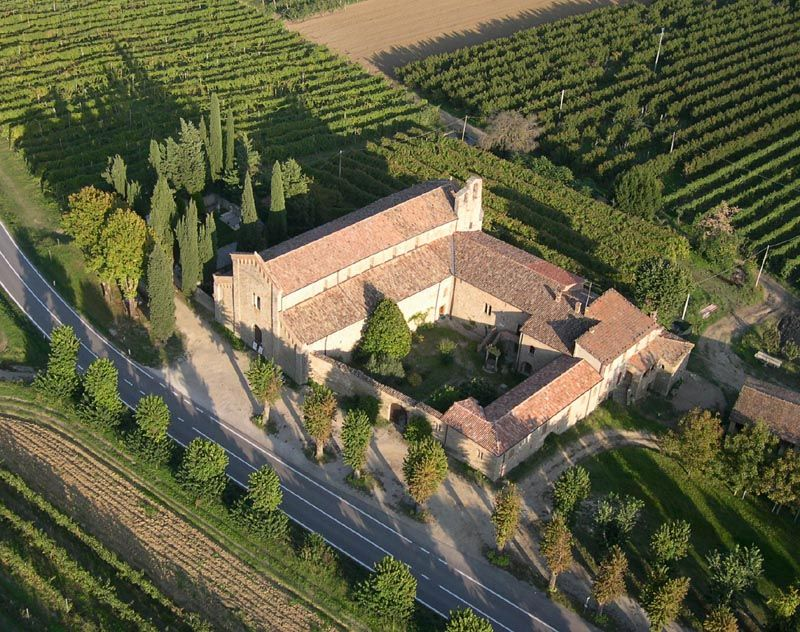
L'Abbazia di San Giovanni Battista in Valsenio: veduta aerea.
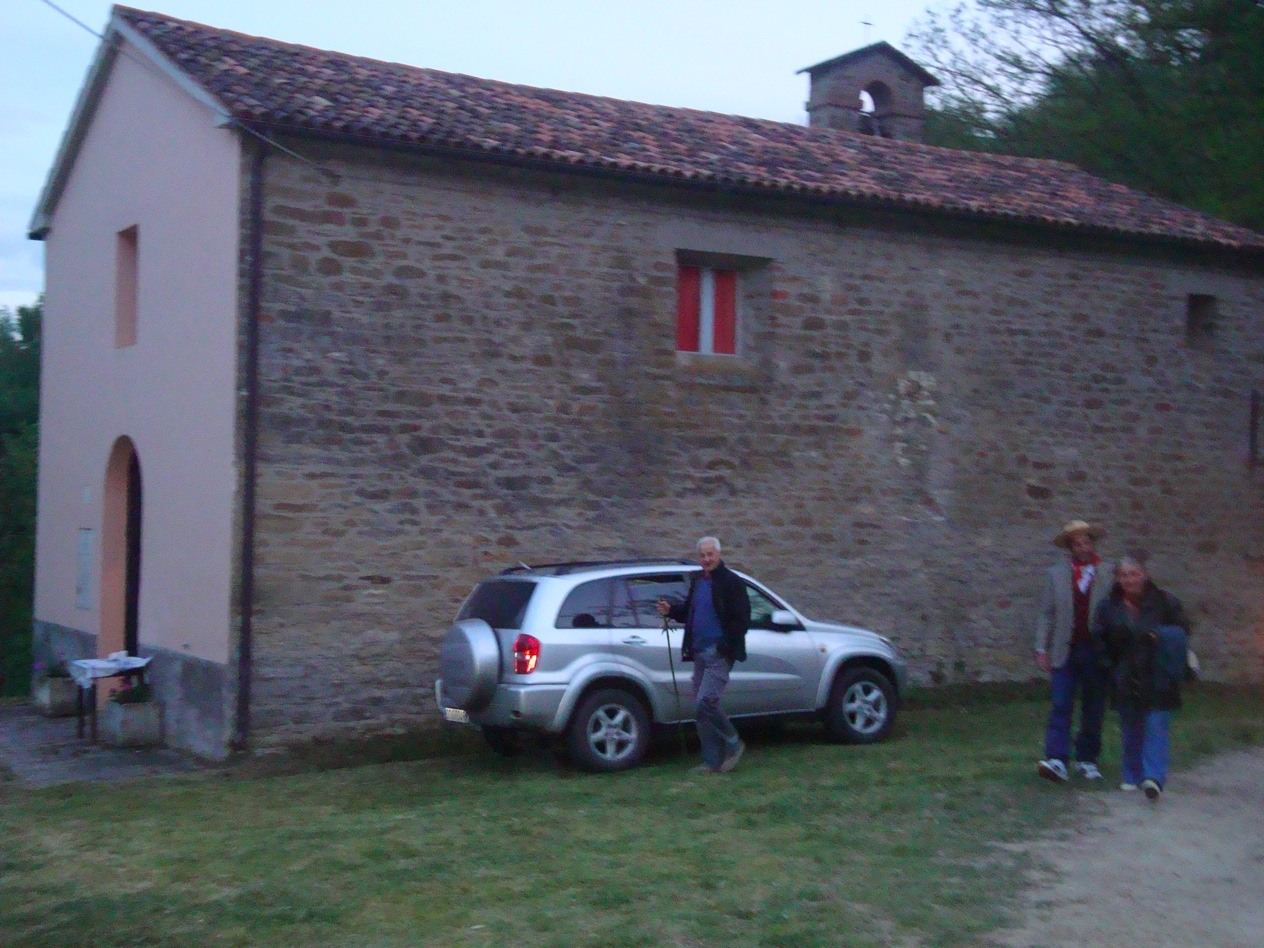
La Pieve di Settefonti vista dall'esterno.
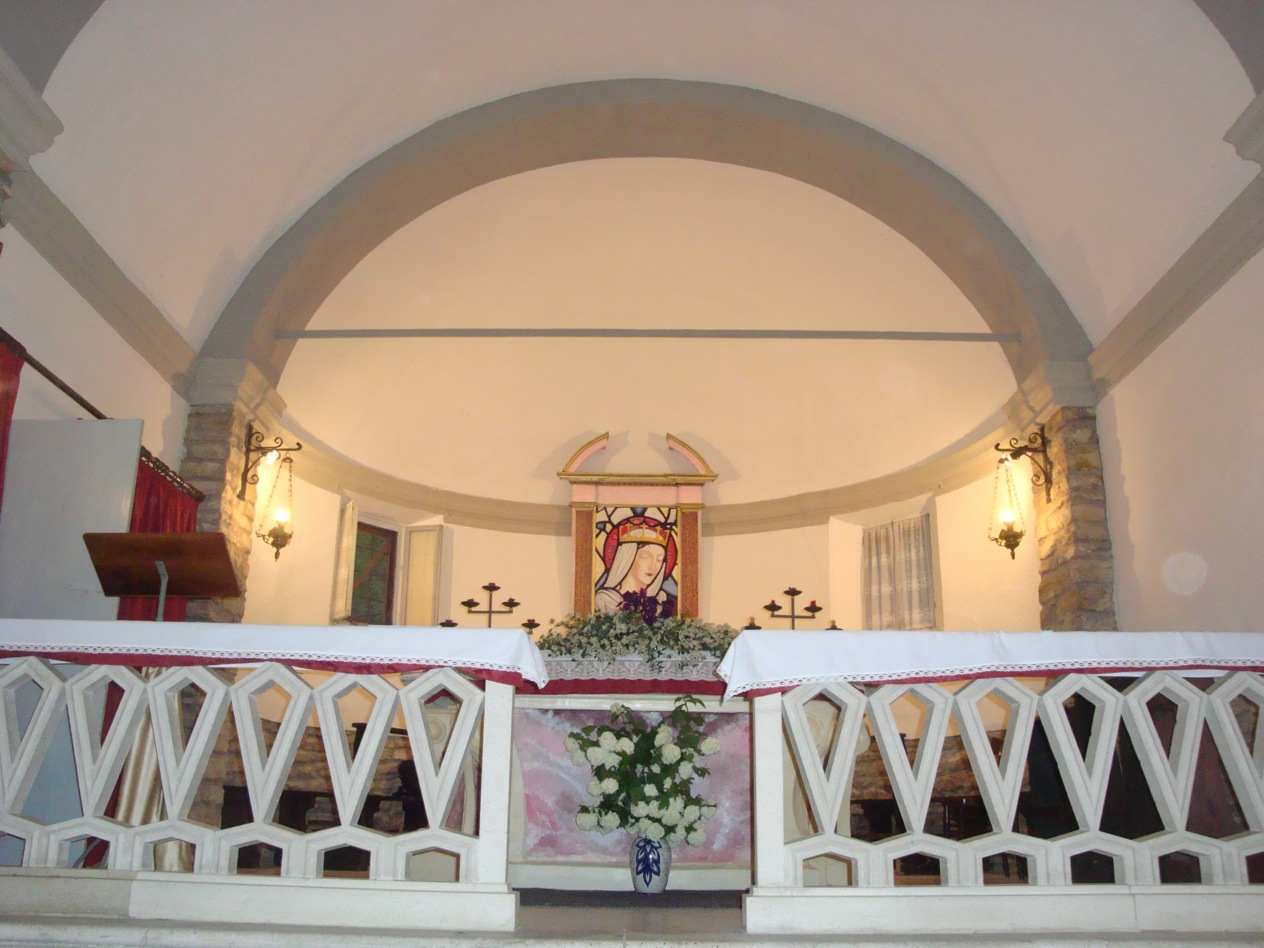
La Pieve di Settefonti vista dall'interno.